# Făgetu, Argeș
Făgetu (până în 1964, Vieroși) este un sat ce aparține orașului Mioveni din județul Argeș, Muntenia, România.